# Unwetterzentrale Deutschland
Die Unwetterzentrale Deutschland mit Sitz in Berlin wird vom privaten Wetterdienst MeteoGroup  betrieben. Die deutsche Unwetterzentrale stellt mit einem festen Team aus Meteorologen und Unwetter-Spezialisten eine 24-Stunden-Versorgung von Behörden, Firmen, Winterdiensten und anderen Interessenten mit präzisen und frühzeitigen Unwetterwarnungen per SMS, E-Mail und Fax sicher. Die Meteorologen warnen dabei vor verschiedenen Wettergefahren wie Sturm und Orkan, Starkregen, ergiebigem Neuschnee, Gewitter, Hagel, gefrierendem Regen mit Glatteisbildung oder Eisansatz, strengem Frost und Hitzebelastung. Ferner werden auch Wetterhinweise zu winterlichen Glättegefahren wie gefrierende Nässe, Reif oder Schnee herausgegeben. Auf der Website der Unwetterzentrale sind Informationen über betroffene Postleitzahlengebiete und Städte sowie über die Art und Stärke der erwarteten Unwetter frei abrufbar. Zusätzliche Dienste, wie Blitzortungen oder eine Niederschlagsradar-Vorhersage, sind kostenpflichtig.

## Warnsystem
Eine Besonderheit der Unwetterzentrale von MeteoGroup ist die Bewarnung auf Basis eines Polygonwarnprinzips: Im Gegensatz zu einem starren Warnraster gibt es individuell definierbare Warngebiete sowie flexibel einstellbare Warnschwellen. So können je nach Bedarf definierte Flächen (z. B. Postleitzahlgebiete, Landkreise), Linien (z. B. Bahnlinien, Stromtrassen) oder Geokoordinaten (z. B. Baustellen, Industrieanlagen) nicht nur einzeln, sondern auch nach individuellen Warnkriterien bewarnt werden.

## Warnstufen
Die Unwetterzentrale benutzt ein mehrstufiges Warnsystem, welche die zu erwartende Intensität des Unwetters abbildet. Grundlage der Warnstufen sind je nach Art des Unwetters bestimmte Schwellenwerte, die auf Expertenwissen und langjährigen Erfahrungen fußen. Zeichnet sich das Überschreiten eines Schwellenwerts ab, wird eine Warnung veröffentlicht. Zu beachten ist, dass die Schwellenwerte an den jeweiligen Ort und die Jahreszeit angepasst sind. So sind −20 Grad Kälte für eine Alpenregion im Winter nicht unüblich, jedoch aber für das Tiefland.
| Warnstufe          | Erklärung | Vorsichtsmaßnahmen und mögliche Folgen des Unwetters |
| ------------------ | --- | --- |
| Hellgrün           | normales Wetter | Keine |
| Dunkelgrün         | Hinweis auf unübliches Wetter, jedoch kein Unwetter                                                                                              | Keine; gewisse Personen sollten jedoch vorsichtig sein, wie zum Beispiel ältere Menschen bei Hitze. |
| Gelb               | Vorwarnung, erscheint bis zu 48 Stunden vor einem möglichen Unwetter. Der Zeitpunkt, die Dauer und die Intensität des Unwetters ist noch unklar. | Mögliches Unwetter bei Freiluft-Aktivitäten berücksichtigen. |
| Orange Rot Violett | Warnung, 6 bis 12 Stunden vor dem Ereignis | - Orange: Unwetter. Vorsicht bei Aktivitäten außerhalb von Gebäuden. - Rot: Starkes Unwetter, wetterbedingte Beeinträchtigungen (z. B. Verkehrsbehinderungen) sind wahrscheinlich. Aktivitäten draußen auf das Notwendige reduzieren. - Violett: Sehr starkes Unwetter. Ortschaften können von der Außenwelt abgeschnitten werden. Gebäude nicht verlassen. |

## Geschichte
Die Unwetterzentrale wurde ursprünglich vom Wetterdienst Meteomedia am 1. Januar 2003 in Dienst gestellt. Meteomedia wurde im Jahr 1990 von Jörg Kachelmann gegründet. Seit September 2013 gehört Meteomedia zu MeteoGroup.
Das Konzept der Unwetterzentrale entstand bereits um die Jahre 2000/2001, nachdem einige schwere Unwetter die Bevölkerung überraschend trafen und zu Personen- und schweren Sachschäden führten. Bevorstehende Unwetterereignisse und Folgen sollten besser spezifiziert und der Informationsfluss an die Bevölkerung gestärkt werden. Im Jahre 2002 startete der Pilot- bzw. Testbetrieb der Unwetterzentrale Deutschland.
Die Unwetterzentrale wurde und wird unterstützt von den öffentlichen Versicherern unter Federführung der Versicherungskammer Bayern und wurde entwickelt in Zusammenarbeit mit dem Fraunhofer-Institut für Offene Kommunikationssysteme (FOKUS) Berlin – vormals Fraunhofer-Institut für Software- und Systemtechnik (ISST). Im Rahmen von WIND (Weather Information On Demand) profitieren Versicherungsnehmer der öffentlichen Versicherer kostenlos von den Warnungen der Unwetterzentrale Deutschland.
Auch Spiegel Online nutzt die Unwetterwarnungen der Unwetterzentrale.

## Internationalisierung
Am 6. Dezember 2006 startete das Wetterportal www.meteocentrale.ch der Unwetterzentrale Schweiz. Zwischen August 2010 und März 2013 wurden das Wetter- und Unwetterangebot nach West- und Nordeuropa ausgebaut. Inzwischen gibt es für alle Länder Nord-, West- und Südwesteuropas Unwetterwarnungen. Das Warnsystem ermöglicht es, Warnungen in verschiedenen Sprachen auszugeben.